# Эбермайер, Эрнст Вильгельм
Эрнст Вильгельм Эбермайер (11 февраля 1829, Рехингер − 13 августа 1908, Хинтерсее около Берхтесгадена) — германский химик, лесовод и метеоролог. Считается «отцом лесной метеорологии».

## Биография
Первоначально изучал химию, естественную историю и фармацевтику в университете Мюнхена. В 1851 году сдал на отлично квалификационный экзамен по фармацевтике и сразу после окончания обучения начал работать в государственной минералогической комиссии. В 1853 году получил в Мюнхене сертификат на право преподавания в технических учебных заведениях и начал преподавать в сельскохозяйственной и торговой школе Нёрдлингена. В июле 1855 года получил степень доктора философии в университете Йены, после чего некоторое время преподавал в Пфальце, а в декабре 1858 года поступил преподавателем химии и агрономии в Лесную академию в Ашафенбурге, став в 1861 году профессором агрохимии и почововедения в этом учебном заведении. В 1861—1868 годах активно занимался практическими лесоводческими экспериментами. С 1878 года занял одновременно кафедры агрономической химии, почвоведения и метеорологии в Мюнхенском университете, получив звание полного профессора. Преподавал до 1900 года. Эбермайеру принадлежала инициатива по устройству в Баварии лесных опытных станций и лесных метеорологических станций (с 1866—1868 годов) для изучения климата в лесных районах, который из Пруссии был заимствован Австро-Венгрией, Швейцарией, Швецией и другими странами.

## Главные работы
- «Die physik. Einwirkungen des Waldes auf Luft und Boden» (Ашафенбург, 1873);
- «Die gesammte Lehre der Waldstreu» (Берлин, 1876);
- «Physiol. Chemie der Pflanzen» (1882);
- «Die Beschaffenheit der Waldluft und die Bedeutung der atmosphärischen Kohlensäure für die Waldvegetation» (Штутгарт, 1885);
- «Die hygienische Bedeutung der Waldluft und des Waldbodens» (в «Handwörterbuch der Gesundheitspflege», 1890 и последующие годы);
- «Ergebnisse der Beobachtungen über Blitzschläge und Hagelfälle in den Staatswaldungen Bayerns» (Аугсбург, 1891).